# Kano Junio Níger (legado de Germania Superior)
Kano Junio Níger (en latín, Kanus Iunius Niger) fue un senador romano de la finales del siglo I y comienzos del II que desarrolló su cursus honorum bajo los imperios de Domiciano, Nerva y Trajano.

## Carrera
Su único cargo conocido fue el de gobernador de la provincia Germania Superior entre los años 115 y 118. Este cargo era de rango consular, por lo que debió desempeñar el honor de consul suffectus algunos años antes, aunque se ignora cuando.

## Descendencia
Su hijo fue Kano Junio Níger, consul ordinarius en el año 138, bajo Adriano.